# یواس‌اس کامپتنت (ای‌ام-۳۱۶)
یواس‌اس کامپتنت (ای‌ام-۳۱۶) (به انگلیسی: USS Competent (AM-316)) یک کشتی بود که طول آن ۲۲۱ فوت ۳ اینچ (۶۷٫۴۴ متر) بود. این کشتی در سال ۱۹۴۳ ساخته شد.